# Seznam brazilskih košarkarjev
Seznam brazilskih košarkarjev.

## A
- Algodão
- Almir Nelson de Almeida

## B
- Leandro Barbosa
- J. P. Batista
- Vítor Benite
- Moses Blass
- Waldyr Geraldo Boccardo
- Wilson Bombarda
- Friedrich Wilhelm Braun

## C
- Bruno Caboclo

## E
- Affonso Évora

## F
- Mayr Facci
- Pedro Vicente Fonseca
- Ruy de Freitas

## G
- Alex Garcia
- Hélio Rubens Garcia
- Jamil Gedeão
- Alexandre Gemignani
- Guilherme Giovannoni

## H
- Rafael Hettsheimeir
- Marcelinho Huertas

## L
- Marcos Leite
- Augusto César Lima
- Rafael Luz

## M
- Marcelinho Machado
- Ubiratan Pereira Maciel
- Hortência Marcari
- Izi Castro Marques
- Wlamir Marques
- Carlos Domingos Massoni
- Luiz Cláudio Menon
- Thales Monteiro
- Alfredo da Motta

## N
- Nenê
- Raulzinho Neto
- José Luiz Olaio Netto

## P
- Amaury Pasos
- José Luís Pinto

## R
- Emil Assad Rachad

## S
- Nezinho dos Santos
- Jatyr Eduardo Schall
- Oscar Schmidt
- Maria Paula Silva
- José Edvar Simões
- Massinet Sorcinelli
- Marcel de Souza
- Marcus Vinicius de Souza
- Tiago Splitter
- Antônio Salvador Sucar

## T
- Larry Taylor
- Caio Torres

## V
- Anderson Varejão